# Sòrabs

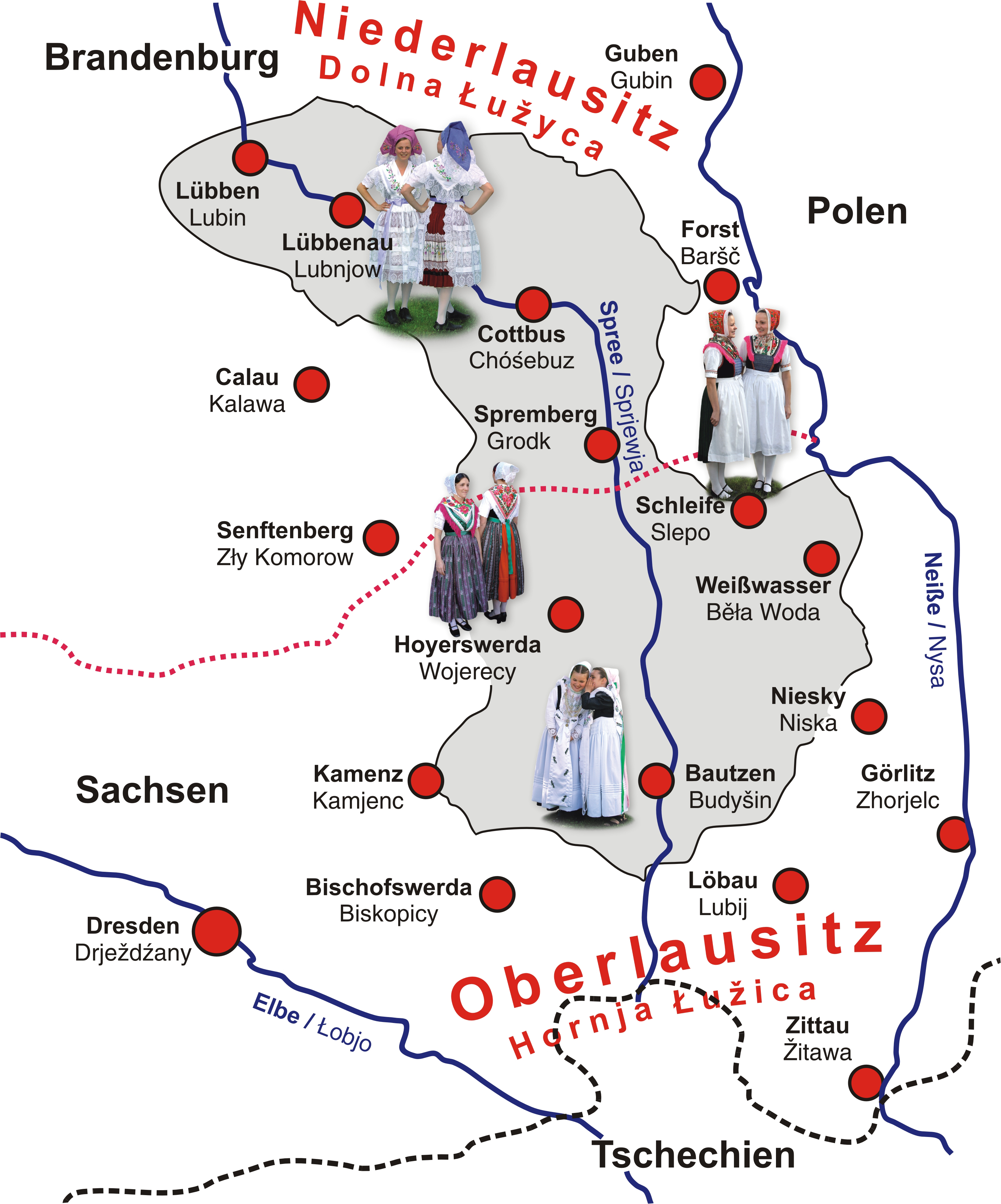
Mapa de situació dels sòrabs

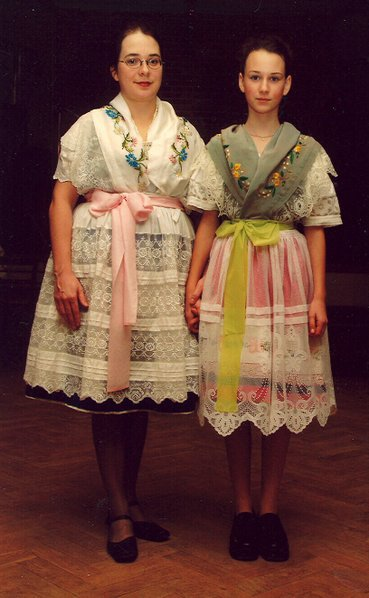
Vestit nacional sòrab a Spreewald

Els sòrabs són un grup humà d'Alemanya que parla sòrab, una llengua eslava. Tenen reconeguda bandera pròpia i himne propi, Rjana Łužica, compost el 1845.

## Idioma i territori
Hi ha dos idiomes sòrabs escrits: l'alt sòrab (Hornjoserbšćina) i el baix sòrab (Dolnoserbšćina), encara que, en general, es parla de baix i alt sòrab i del dialecte de transició entre tots dos. L'alt sòrab s'assembla al txec, mentre que el baix sòrab s'assembla al polonès. Segons càlculs de Domowina i de l'Institut Sòrab, actualment hi ha entre 20.000 i 30.000 parlants actius de sòrab. Altres estimacions diuen que el baix sòrab encara té uns 7.000 parlants actius, i l'alt sòrab, uns 15.000. D'acord amb l'estimació de cada persona, hi hauria uns 60.000 sòrabs. Dos terços viuen a l'Alta Lusàcia saxona, especialment a l'àrea entre Bautzen, Hoyerswerda i Kamenz. La resta habiten a la Baixa Lusàcia (Niederlausitz), a Brandenburg, entre Senftenberg, al sud, i Lübben, al nord.

## Sòrabs a l'estranger
Una variant de l'alt sòrab es parlava a la petita població de Serbin (Comtat de Lee, Texas, EUA). Avui dia hi ha a l'antiga escola sòrab un museu folklòric que informa sobre la història dels sòrabs als Estats Units. Abans es publicaven a Serbin diaris en sòrab. La variant de Serbin va resultar influïda primer per l'idioma alemany i després per l'anglès. A Austràlia hi havia també algunes regions on es parlava sòrab. Entre els anys 1848 i 1860 van arribar-hi la majoria dels sòrabs, uns 2.000 individus de 400 famílies. També allí l'alemany va influir el sòrab, ja que la majoria dels sòrabs encara no parlaven anglès i s'assentaven de preferència en regions on es parlava l'alemany.
A l'actual territori polonès, encara hi viuen persones d'origen sòrab. El centre de la cultura i de l'idioma sòrabs en temps dels alemanys era la ciutat de Sorau (Zarow, avui dia polonès Żary). Les noies i dones d'aquesta regió duien fins al segle xviii el vestit tradicional sòrab, però els sòrabs van ser cada vegada més perjudicats i fins i tot oprimits per la política alemanya d'aquells anys. A causa d'això i del procés natural d'assimilació es va reduir la població que es considerava sòrab del 5,4% el 1843 a només el 0,1% el 1900. Avui dia, l'idioma de la població és gairebé exclusivament el polonès; només alguns parlen alemany com a idioma matern. La població sòrab va ser germanitzada i va resultar desplaçada a la fi de la Segona Guerra Mundial, ja que era considerada alemanya pels polonesos. Els pocs sòrabs que van romandre a Polònia van ser assimilats pel poble polonès.

## Història
La història dels sòrabs a Alemanya comença cap al segle vi, amb les invasions bàrbares. En el segle xii, amb l'entrada massiva d'agricultors germànics des de Flandes, Turíngia i Francònia i la desertització produïda per les guerres medievals, va començar la recessió de la llengua.
Cal afegir que els sòrabs posseïen una situació jurídica desfavorable enfront dels alemanys, situació que es va fixar en el Sachsenspiegel i altres documents. Més tard s'hi va afegir la prohibició de l'ús de la llengua: el 1293, un tribunal va prohibir l'ús del sòrab a Bernburg (Saale), el 1327 es va prohibir a Altenburg, Zwickau i Leipzig, i el 1424, a Meissen. A més, en molts gremis de les ciutats de la zona només s'admetien membres d'origen alemany.
Els nuclis dels Milzener i Lusizer (lusacians), dues de les aproximadament vint tribus sòrabes que ocupaven el territori de l'actual Lusàcia, es van veure relativament poc afectats per la immigració alemanya i les prohibicions. En conseqüència, la llengua es va poder mantenir a la zona, on el nombre de parlants va augmentar fins als 300.000 en el segle xvii.
El text més antic que es conserva és el Budissiner Bürgereid (jurament de ciutadania de Bautzen), que es va escriure la primera meitat del segle xvi.

## Minoria nacional

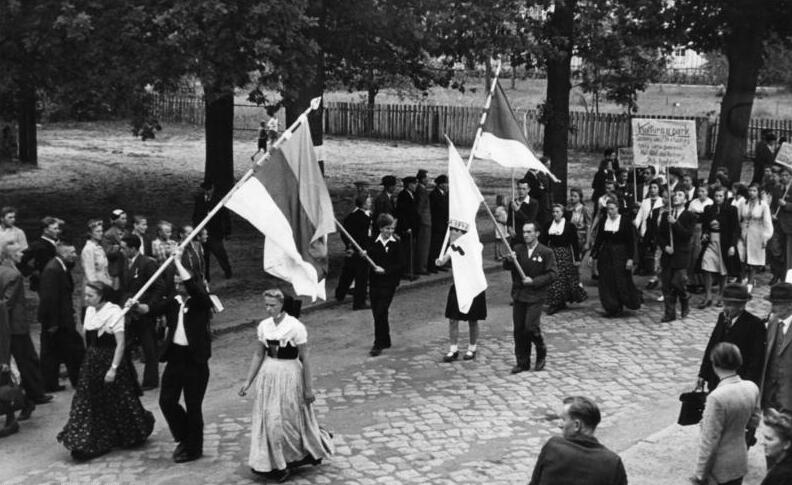
Congrés dels Sòrabs a Spreefurt el 1948

La bandera dels eslaus d'Alemanya es va usar per primera vegada el 1842, quan va ser hissada a la ciutat de Lohsa (a prop de Hoyerswerda, al districte d'Oberlausitz), però fins al 23 de març de 1848 no es va establir l'ordre actual dels colors, al congrés paneslau de Praga.
L'1 de gener de 1919 es va proclamar la república Sòrab-Lusàcia, que va ser liquidada ràpidament i que va utilitzar la bandera nacional sòraba.
Es va fer servir sense cap regulació especial fins al 1935, en què va ser prohibida. Es va tornar a hissar el 17 de maig de 1945, quan els russos van entrar a Alemanya. Creada la República Democràtica d'Alemanya el 1948, la minoria sòraba va ser reconeguda, i, si bé la bandera no es va esmentar en la legislació estatal, sí que va ser acceptada oficialment pels consells (Bezirke) de Cottbus i Dresden, a la regió Lausitz (en aquest darrer, a més a més, el sòrab era llengua oficial). El 1990, la bandera sòraba va ser inclosa a les constitucions dels nous estats de Brandenburg i Saxònia; aquesta darrera també té regulat l'escut nacional sòrab.
Els sòrabs tenen cultura, llengua, premsa, escoles i organitzacions polítiques pròpies. La principal organització és la Domowina (que en sòrab vol dir "El nostre país"), activa a Lusàcia (Lausitz) i aliada a les organitzacions de la minoria eslava (coneguts per wends) a la Baixa Lusàcia (Niederlausitz) i l'Alta Lusàcia (Oberlausitz). Els sòrabs anomenen el seu país Serbska (País dels Sòrabs), que cal no confondre amb Serpska (País dels Serbis). La Domowina té un emblema que fa funcions d'emblema semioficial del poble sòrab. L'emblema va ser adoptat el 8 d'octubre de 1949 i és vermell amb tres fulles d'argent agafades a un tronc d'arbre d'argent amb arrels; l'emblema té forma d'estel i a la vora té una franja blanca i una de blava; va ser dissenyat per l'artista Hanka Krawcec.

## Mitjans de comunicació

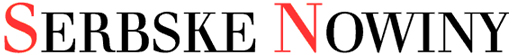
Portada de Serbske Nowiny

Hi ha un diari en alt sòrab, Serbske Nowiny (Diari sòrab), un setmanari en baix sòrab, Nowy Casnik (Nou periòdic), la revista cultural mensual sòrab Rozhlad, la revista infantil Płomjo (Flama), la revista catòlica Katolski Posoł i la revista de l'Església evangèlica Pomhaj Bóh. A més, existeix la Ràdio Sòrab, la programació de la qual és generada per la Mitteldeutscher Rundfunk i la Rundfunk Berlin-Brandenburg. Diàriament, excepte els dissabtes, es transmeten algunes hores d'emissions radiofòniques en sòrab des de Calau (Alemanya) (RBB) i Hoyerswerda (MDR 1). Totes les emissions en baix sòrab es poden escoltar a Internet. El RBB presenta per als joves una revista mensual d'una hora, Bubak, i el MDR una revista setmanal de dues hores titulada Radio Satkula.
El Rundfunk Berlin-Brandenburg produeix des d'abril de 1992 una revista de mitja hora en baix sòrab anomenada Łužyca, el MDR des del 8 de setembre de 2001 el programa de mitja hora Wuhladko (Vista), que pot veure's per satèl·lit cada segon dissabte a tot Alemanya. A més, el MDR presenta cada diumenge el Sandmännchen (Homenet de sorra), amb un canal en sòrab i un altre en alemany.

## Partit Popular Sòrab (Wendische Volkspartei)
Un grup de baix-sòrabs va refundar el març del 2005, a Cottbus (Chosebuz), el Partit Popular Sòrab (Serbska Ludowa Strona), segons l'exemple de la federació de la minoria danesa SSW a Slesvig-Holstein. Aquest partit hauria de defensar els interessos de la minoria. La majoria dels dirigents de Domowina creuen, però, que és més prometedor tenir un diàleg amb tots els partits.